# Dơi lá tai dài
Dơi lá tai dài (danh pháp hai phần: Rhinolophus macrotis) là một loài động vật có vú trong họ Dơi lá mũi, bộ Dơi. Loài này được Blyth mô tả năm 1844.